# Эроглу, Дервиш
Доктор Дервиш Эроглу (тур. Derviş Eroğlu; род. 7 марта 1938, Фамагуста) — президент частично признанного государства Турецкая Республика Северного Кипра (ТРСК) с 23 апреля 2010 по 30 апреля 2015 года. Был премьер-министром (1985—1994, 1996—2004, 2009—2010). Является лидером Партии национального единства. Его партия победила на всеобщих выборах в 2009 году, в результате чего Эроглу вновь стал премьер-министром.

## Биография
Родился в Фамагусте. Учился в Стамбульском университете, Турция.
В 1976 году избран в Парламент Северного Кипра (тогда — «Турецкое Федеративное Государство Северного Кипра»), был министром образования, культуры, молодежи и спорта в 1976—1977 годах. Являлся членом конституционной ассамблеи ТСРК в ноябре 1983 года. Как председатель Партии национального единства, являлся премьер-министром ТРСК в четырёх составах кабинета министров подряд с 1985 по 1993 годы. Был лидером оппозиции с 1994 по 1996 год. Снова был премьер-министром с 1996 года до тех пор, пока его партия не проиграла в 2004 году всеобщие выборы Турецкой республиканской партии Мехмета Али Талата. Партия Эроглу вновь получила большинство в парламенте на выборах 18 апреля 2009 года (44 % от общего числа голосов) и Эроглу спустя 5 лет снова стал премьер-министром.
21 ноября 2005 года Эроглу ушёл с поста председателя Партии национального единства, заявив, что «время молодым взять на себя управление». Переизбран председателем партии в ноябре 2008 года.

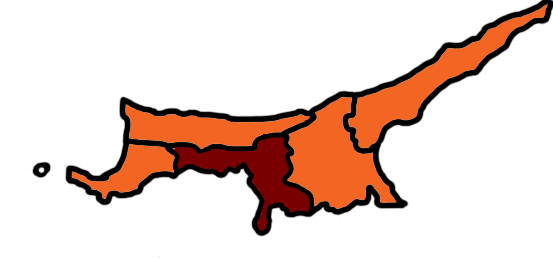
Результаты президентских выборов 2010 года в поддержку Эроглу (оранжевый цвет)

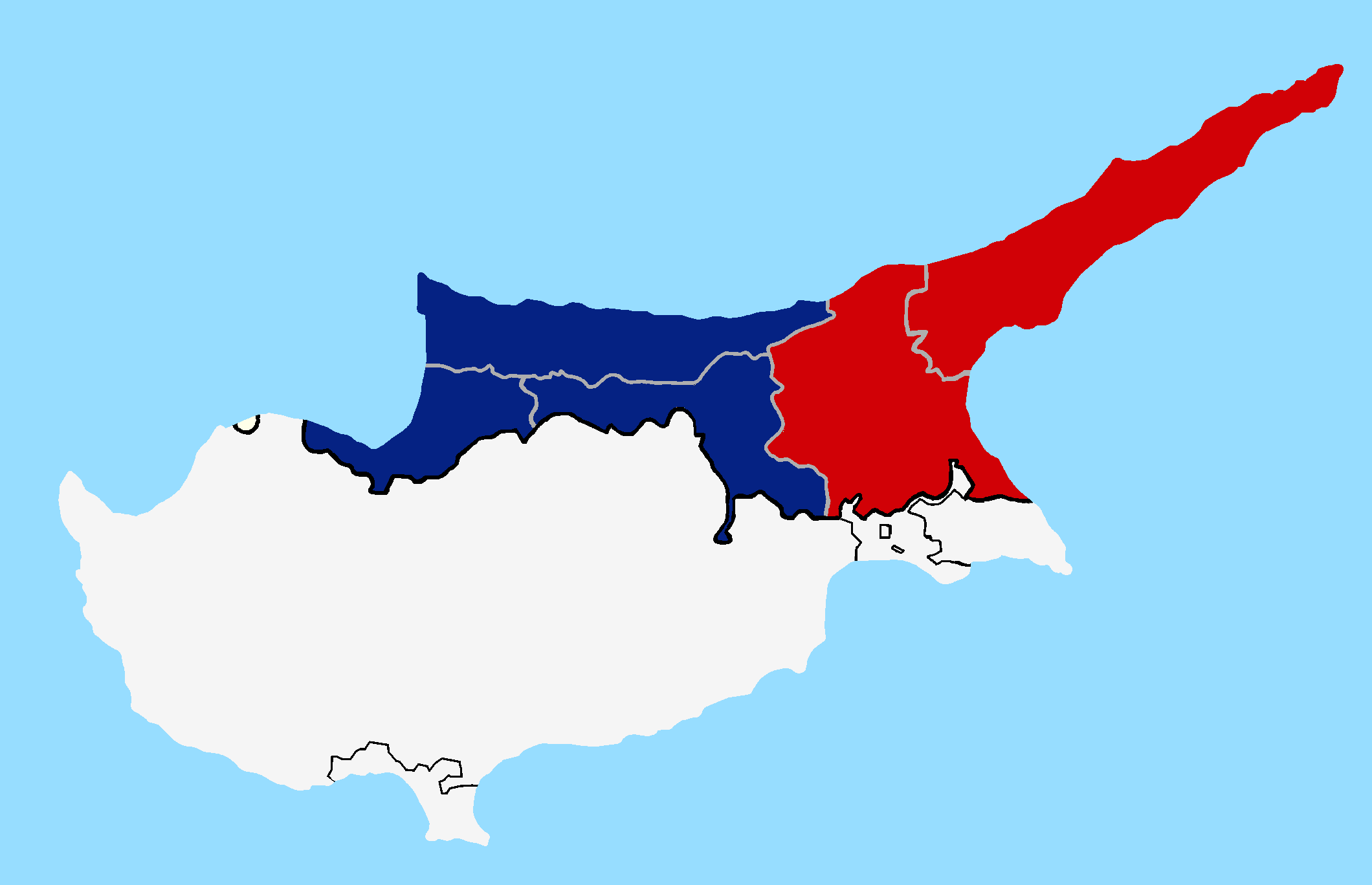
Результаты первого тура президентских выборов 2015 года в поддержку Эроглу (красный цвет)

18 апреля 2010 года были проведены выборы на пост президента ТРСК. Основными соперниками на этих выборах были Дервиш Эроглу и действующий президент Мехмет Али Талат. Победу, с небольшим перевесом голосов, одержал Дервиш Эроглу. Эроглу не является сторонником воссоединения острова и считается выразителем «жёсткой линии» по отношению к греческой части Кипра.
Эроглу женат, имеет четырёх детей и трёх внуков.